# Роульваг, Оле Эдварт
Оле Эдварт Роульваг (норв. Rølvaag, Ole Edvart) (22 апреля 1876, Роульваг, остров Дённа, Норвегия — 5 ноября 1931, Нортфилд, Миннесота, США) — американский норвежскоязычный писатель, профессор колледжа и лектор, наиболее известный по эпическому роману «Земные гиганты».
Хотя на норвежском языке в США в конце XIX — начале XX веков публиковалось немало художественных произведений, лучший роман Роульвага стал единственным из них, занявшим место, хотя и довольно скромное, в американском «литературном каноне». Он считается одним из лучших произведений, «объясняющих опыт и драму иммиграции, заселения прерий Запада и проблемы ассимиляции». Его роман, наряду с произведениями Уиллы Кэсэр, установил стандарт для рассказов о заселении Великих Равнин, но в отличие от более мягкой Кэсер создаёт жёсткие контрасты между силой и слабостью, людьми и природой, надеждой и отчаянием.

## Биография
Оле Эдварт Педерсен родился в семье рыбака в деревне Роульваг на острове Дённа у северного побережья Норвегии. На родине учился только в сельской начальной школе, посещал публичную библиотеку, с 14 лет занимался рыболовством вместе с родственниками. Теперь в деревне установлен его бюст.
В 1896 году двадцатилетним юношей Оле Эдварт приехал в США, три года работал на ферме дяди в Южной Дакоте. Стремясь к получению образования, несмотря на плохое знание английского, безденежье и болезнь, Роульваг потратил ещё три года на обучение в средней школе (Августинская академия), затем поступил в колледж св. Олафа в Нортфилде, который окончил в 1905 году. Благодаря способностям молодого человека администрация предоставила ему возможность проучиться дополнительный год в Норвегии, после чего Роульваг стал преподавать в этом колледже норвежский язык.

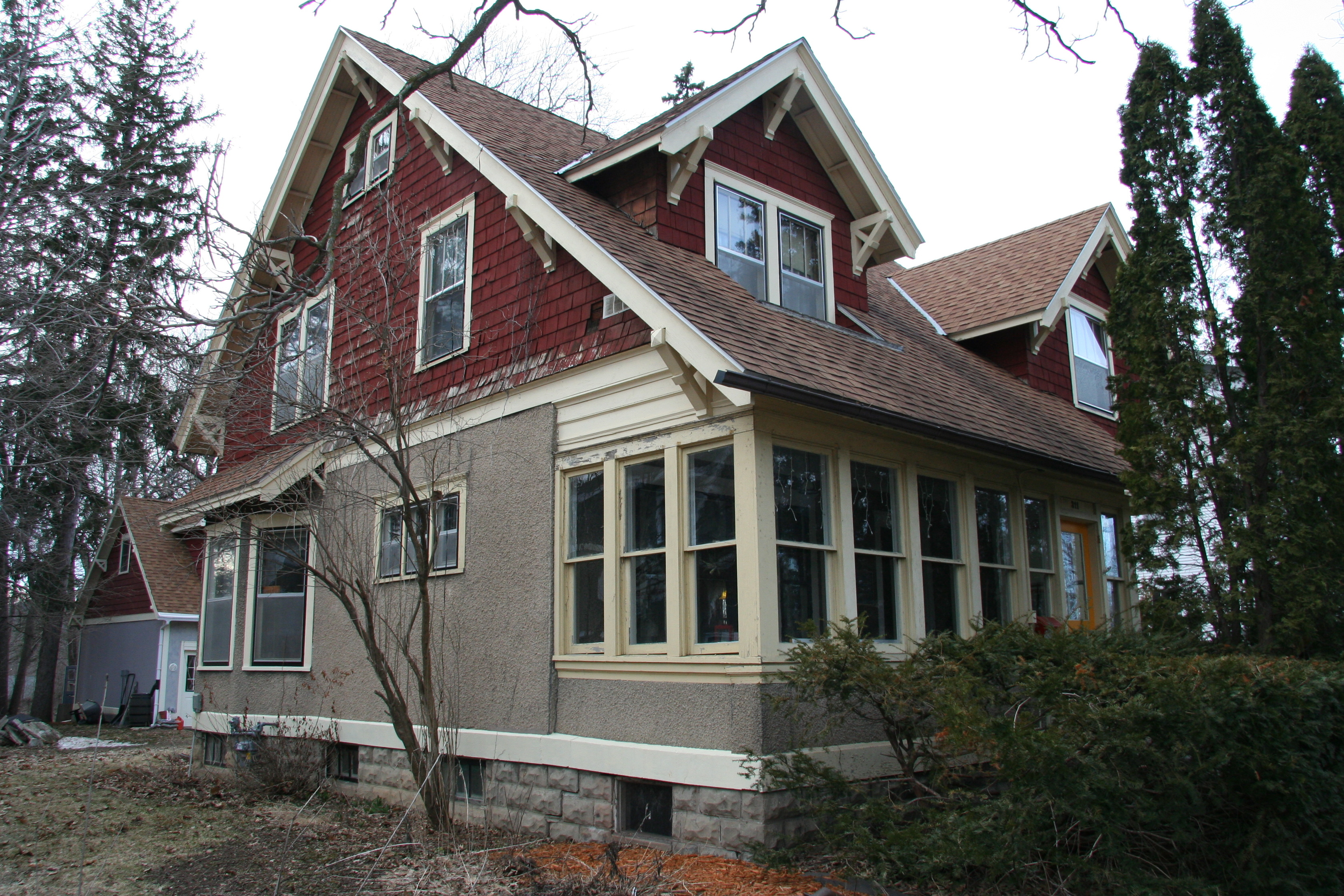
Дом Роульвага в Нортфилде

В 1908 году он получил американское гражданство и женился на Дженни Марии Бердаль. У них было четверо детей, один из сыновей — Карл Фритьоф Роульваг — позже стал губернатором Миннесоты (1963—1967). Дом Роульвага в Нортфилде сейчас включён в число национальных исторических памятников США.
Первые романы Роульвага печатались в этнически-церковном издательстве Миннеаполиса и вызвали лишь ограниченный интерес даже у норвежской публики. Первые два из них вышли под псевдонимом. Известен он был как преподаватель, автор учебников для студентов колледжей и старших классов школ и лектор, объездивший Средний Запад (выступал он на норвежском). В феврале 1926 года Роульваг в колледже основывает Норвежско-американскую историческую ассоциацию и избирается её первым секретарём и архивистом, организуя деятельность по сбору документов, связанных с жизнью норвежцев в США.

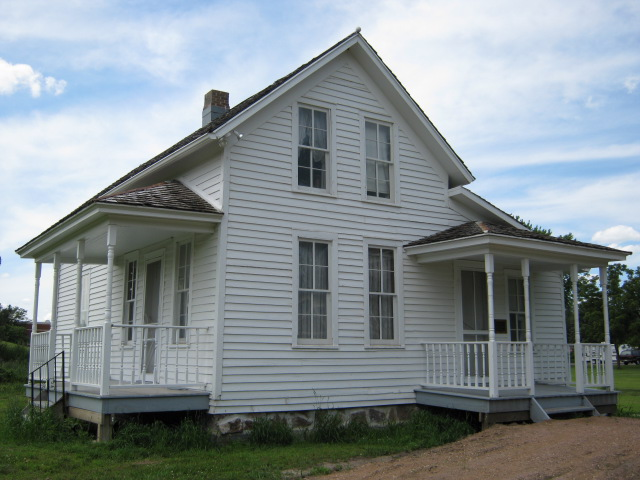
Дом в Южной Дакоте, где Роульваг писал роман

Во время академического отпуска в Норвегии он завершил свой роман «Земные гиганты». Сперва роман был опубликован в Норвегии (1924—1925) и получил известность в Европе, после чего в 1927 году нью-йоркское издательство выпустило его английский перевод.
В 1926 году писатель был награждён орденом святого Олафа, вскоре пришла слава и в США. У писателя брали интервью, он выступал по радио, новые произведения и переводы старых рецензировали в крупных газетах и журналах. Из-за болезни сердца он оставил преподавание и посвятил себя завершению трилогии (в неё также вошли романы «Педер-победитель» и «Бог их отца»). Роульваг умер в 1931 году в возрасте 55 лет. Сохранились наброски его английской автобиографии «Роман о жизни» (Romance of a Life).

## Творчество
Первым опубликованным произведением Роульвага стал эпистолярный роман «Американские письма» (1912), основанный на личной переписке автора. Молодой эмигрант в 1898—1901 годах в письмах отцу и брату на родину излагает историю встречи с новой страной, получения образования и культурной адаптации.
Второй роман «Забытыми путями» (1914) был написан на религиозную тему: набожная дочь посвящает себя спасению души своего немощного отца — бессердечного интригана и атеиста. В романе выделяют страницы с описанием края и истории его освоения человеком.
Третий роман «Два дурака» (1920), первый из опубликованных под своим именем, описывает историю жизни пары Лизи и Льюиса, молодых крестьян, которые заводят собственную ферму, но затем ими овладевает любовь к деньгам, и наконец они умирают в полной нищете, спрятав в кошельках на поясе 100 тысяч долларов.
Открытая романом «Земные гиганты» трилогия Роульвага охватывает временной промежуток 1873—1896 годов и описывает жизнь иммигрантов первого и второго поколения. Считается, что автор стремился воплотить идею, что норвежцы, чтобы стать хорошими американцами, должны прежде всего сохранить этническую идентичность и развить собственные культурные традиции, «взяв за образец евреев». При этом в целом переход от Старого к Новому свету труден, но увлекателен и благотворен.
Начинается роман с путешествия иммигрантов Пера Хансы и его жены Берет через прерии к участку в Южной Дакоте. Если Берет живёт с чувством вины за оставление старого дома и воспринимает прерии как покинутый Богом «конец света», то Пер живёт с мыслью о будущем и считает новую землю родным домом. Если для бывшего рыбака Пера травяное море означает возможности для плавания, и пейзаж он воспринимает как сказочное царство, то для Берет это ничего не значит. Обычные трудности, болезни, метели для Пера — вызовы завоевателю. Берет же воспринимает их как знаки рока и божьего неудовольствия: внутри земли есть некие «гиганты», сопротивляющиеся их усилиям по превращению прерий в фермы. Завершается книга тем, что Пер гибнет во время метели, отправившись за пастором для больного соседа.
Если в норвежском издании романа примечания разъясняли американизмы, то в английском переводе — разъяснялись норвежские слова. После публикации английского перевода американцы норвежского происхождения стали критиковать Роульвага, утверждая, что он изображает соотечественников в дурном свете, и пытались добиться его увольнения из колледжа.
В других романах трилогии главным героем наряду с Берет выступает их младший сын Педер, который, несмотря на предупреждения матери, женится на ирландской девушке. Брак оказывается неудачным, жена с детьми бросают Педера, а политические амбиции героя, подогреваемые эгоизмом, завершаются поражением на выборах в органы местного самоуправления.
Опера по роману «Земные гиганты», написанная композитором Д. Муром по либретто А. Сундгорда, в 1951 году была удостоена Пулитцеровской премии по музыке.

## Произведения
Романы:
- Amerika-breve fra P.A. Smevik til hans far og bror i Norge («Американские письма», 1912); в англ. пер. The Third Life of Per Smevik («Третья жизнь Пера Смевика», 1971)
- Paa Glemte Veie («Забытыми путями», 1914); не переводился
- To Tullinger: Et Billede frå idag («Два дурака», 1920); в англ. пер. Pure Gold («Чистое золото», 1930)
- Længselens Baat (1921); в англ. пер. The Boat of Longing ("Корабль желания, 1933)
- Giants in the Earth (англ. пер. 1927). Норвежское двухтомное издание:
  - I de Dage — In Those Days (1923)
  - Riket Grundlægges — Founding the Kingdom (1924)
- Peder Seier; в англ. пер. Peder Victorious (1929)
- Den Signede Dag; Their Father’s God (translated in 1931)

Сборник статей:
- Omkring fædrearven — Concerning Our Heritage (1922)